# Odessa (Texas)
Pour les articles homonymes, voir Odessa (homonymie).
Odessa (en anglais [ˌoʊˈdɛsə]) est une ville du Texas, dans les comtés d'Ector, dont elle est le siège, et de Midland, aux États-Unis. Lors du recensement de 2010, sa population est de 99 940 habitants, elle fait partie de l'agglomération de Midland–Odessa, dont la population était de 276 002 habitants.

## Géographie
Selon le Bureau du recensement des États-Unis, Odessa a une superficie totale de 113,9 km2, dont 113,7 km2 de terre et 0,26 km2 d'eau (0,19 %).
Au sud-ouest de la ville se trouve un cratère d'impact, le cratère d'Odessa.

### Climat
| Mois                              | jan. | fév. | mars | avril | mai  | juin | jui. | août | sep. | oct. | nov. | déc. | année |
| --------------------------------- | ---- | ---- | ---- | ----- | ---- | ---- | ---- | ---- | ---- | ---- | ---- | ---- | ----- |
| Température minimale moyenne (°C) | 1,5  | 3,4  | 7,3  | 12,3  | 17,3 | 21,4 | 22,2 | 22,1 | 18,5 | 12,9 | 6,6  | 1,9  | 12,3  |
| Température maximale moyenne (°C) | 14,2 | 16,1 | 21,1 | 26,8  | 21,3 | 34,9 | 34,3 | 34,1 | 30,2 | 24,7 | 18,6 | 14,2 | 25    |
| Précipitations (mm)               | 12,7 | 17   | 17,3 | 14,7  | 45   | 31   | 39,1 | 46,7 | 50   | 40,1 | 16,8 | 14,5 | 344,7 |

| Diagramme climatique                                  |           |             |              |            |            |              |              |            |              |             |             |
| J                                                     | F         | M           | A            | M          | J          | J            | A            | S          | O            | N           | D           |
| 14,21,512,7                                           | 16,13,417 | 21,17,317,3 | 26,812,314,7 | 21,317,345 | 34,921,431 | 34,322,239,1 | 34,122,146,7 | 30,218,550 | 24,712,940,1 | 18,66,616,8 | 14,21,914,5 |
| Moyennes : • Temp. maxi et mini °C • Précipitation mm |           |             |              |            |            |              |              |            |              |             |             |

## Culturel
Le Midland-Odessa Symphony & Chorale (MOSC) existe depuis 45 ans et représente la plus grande organisation d'orchestre du Texas. Le Globe of the Great Southwest, situé sur le campus du collège Odessa, est une réplique authentique du Globe Theatre de William Shakespeare. Il accueille chaque année un festival de théâtre (Shakespeare festival).

## Éducation
La Presidential Museum and Leadership Library sur le campus de l'Université du Texas du Bassin Permien est la seule institution de son genre aux États-Unis : elle est consacrée à la présidence du pays et du Texas. L'Odessa Meteor Crater est un impact de météorite situé au sud-ouest de la ville.

## Sports
La Permian High School d'Odessa est célèbre pour son équipe de football américain, les Panthers de Permian, plusieurs fois championne du Texas, qui évolue au Ratliff Stadium. La saison 1988 de l'équipe a fait l'objet d'un film, Friday Night Lights.
L'Ector County Coliseum accueille différentes manifestations et clubs sportifs : du football américain en salle avec les Roughnecks d'Odessa, du hockey sur glace avec les Jackalopes d'Odessa, du rodéo avec le Sandhills Stock Show and Rodeo.

## Traduction
- (en) Cet article est partiellement ou en totalité issu de l’article de Wikipédia en anglais intitulé « Odessa, Texas » (voir la liste des auteurs).

1. ↑  (en) « Now Data », sur National Oceanic and Atmospheric Administration (consulté le 22 novembre 2012).
2. ↑  « U.S. Census Bureau QuickFacts: Odessa city, Texas », Bureau du recensement des États-Unis (consulté le 2 août 2024)
3. ↑  « Odessa city, Texas - QuickFacts », sur Bureau du recensement des États-Unis (consulté le 27 juin 2015).
4. ↑  « Odessa », sur Texas Almanac, Texas State Historical Association (consulté le 26 mai 2015).